# Kelso Dunes

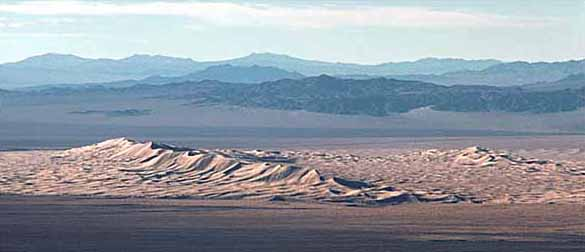
Le Kelso Dunes nella Mojave National Preserve in California

Le Kelso Dunes (in italiano Dune di Kelso) sono il più grande deposito di sabbia di origine eolica nel Deserto del Mojave.
La regione è protetta dalla Mojave National Preserve e si trova vicino alla città di Baker nella Contea di San Bernardino in California.
Il campo di dune si estende per una superficie di 120 km quadrati (pari a 45 miglia quadrate) e comprende diversi tipi di dune dove la più alta raggiunge i 200 metri di altitudine.

## Geologia
Le dune sono composte prevalentemente da quarzo leggermente colorato e da feldspato e sono il risultato dell'erosione del granito delle San Bernardino Mountains che si trovano a Sud-Ovest. 
Si possono trovare anche tracce di magnetite e di anfibolo spesso accumulati sulle creste delle dune.
Le dune sono parte di un sistema di trasporto della sabbia di dimensioni maggiori che include la vicina regione detta Devils Playground.
La composizione e la morfologia dei granelli di sabbia indica che la maggior parte della sabbia è originata dal fiume Mojave River vicino all'Afton Canyon il quale si trova ad Ovest della posizione attuale delle dune.